# ФСВ Франкфурт (жіночий футбольний клуб)
Не варто плутати з іншим жіночим футбольним клубом «Франкфурт», заснованим 1998 року.
ФСВ «Франкфурт» (нім. FSV Frankfurt) — німецький жіночий футбольний клуб з Франкфурта-на-Майні, був частиною спортивного клубу «Франкфурт». Команда тричі ставала чемпіоном Німеччини і п'ять разів вигравала національний кубок. 

## Історія
Жіноча футбольна команда «Франкфурт», яка існувала з вересня 1970 року, була членом Бундесліги, а з середини 1980-х до кінця 1990-х років була найуспішнішою футбольною командою Франкфурта. Після  заснування в 1998 році нової команди ФФК «Франкфурт», саме ця команда перебрала на себе статус головної жіночої команди міста. Сюди ж перейшла і лідер ФСВ «Франкфурт»Біргіт Прінц, одна з найкращих футболісток Німеччини свого часу. 
ФСВ «Франкфурт» був остаточно закритий наприкінці сезону 2005/06 через відсутність фінансової стійкості.

## Досягнення
- Бундесліга:

Чемпіон (3): 1986, 1995, 1998
- Кубок Німеччини:

Володар (5): 1984/85, 1989/90, 1991/92, 1994/95, 1995/96
Фіналіст (2): 1988/89, 1997/98
- Суперкубок Німеччини:

Володар (2): 1995, 1996
Фіналіст (1): 1992

## Статистика виступів у чемпіонаті
| Сезон   | Ліга               | Місце   | В  | Н | П  | РГ    | О  |
| ------- | ------------------ | ------- | -- | - | -- | ----- | -- |
| 1985/86 | Оберліга Гессен    | 1.      | 20 | 2 | 0  | 95:6  | 42 |
| 1986/87 | Оберліга Гессен    | 1.      | 19 | 1 | 0  | 87:8  | 39 |
| 1987/88 | Оберліга Гессен    | 1.      | 17 | 1 | 0  | 81:4  | 35 |
| 1988/89 | Оберліга Гессен    | 1.      | 17 | 1 | 0  | 78:4  | 35 |
| 1989/90 | Оберліга Гессен    | 1.      | 17 | 0 | 1  | 96:6  | 34 |
| 1990/91 | Бундесліга Південь | 1.      | 11 | 6 | 1  | 51:15 | 28 |
| 1991/92 | Бундесліга Південь | 1.      | 16 | 2 | 2  | 44:16 | 34 |
| 1992/93 | Бундесліга Південь | 2.      | 11 | 3 | 4  | 34:16 | 25 |
| 1993/94 | Бундесліга Південь | 2.      | 13 | 3 | 2  | 66:20 | 29 |
| 1994/95 | Бундесліга Південь | Чемпіон | 18 | 0 | 0  | 92:4  | 36 |
| 1995/96 | Бундесліга Південь | 1.      | 16 | 1 | 1  | 99:6  | 49 |
| 1996/97 | Бундесліга Південь | 1.      | 17 | 1 | 0  | 76:6  | 52 |
| 1997/98 | Бундесліга         | Чемпіон | 18 | 2 | 2  | 80:19 | 56 |
| 1998/99 | Бундесліга         | 5.      | 7  | 8 | 7  | 26:31 | 29 |
| 1999/00 | Бундесліга         | 9.      | 6  | 1 | 15 | 28:52 | 19 |
| 2000/01 | Бундесліга         | 7.      | 7  | 7 | 8  | 28:37 | 28 |
| 2001/02 | Бундесліга         | 5.      | 11 | 6 | 5  | 48:29 | 39 |
| 2002/03 | Бундесліга         | 7.      | 9  | 0 | 13 | 42:52 | 27 |
| 2003/04 | Бундесліга         | 9.      | 6  | 3 | 13 | 29:53 | 21 |
| 2004/05 | Бундесліга         | 6.      | 7  | 5 | 10 | 37:51 | 26 |
| 2005/06 | Бундесліга         | 12.     | 0  | 1 | 21 | 5:142 | 1  |